# Memorial World Tour
Memorial World Tour é uma turnê de concertos programados pela banda de nu metal Slipknot americano em homenagem ao falecido baixista Paul Gray, que morreu em 24 de maio de 2010. A turnê será a primeira desde a All Hope Is Gone World Tour que terminou em 2009.
A banda é definida como headline do Sonisphere Festival em França e no Reino Unido e são ajustados para co-headliners do festival na Suíça e na Itália. Eles também são definidas como a manchete do Graspop Metal Meeting na Bélgica. Eles Também estão programados para se apresentar no festival Rock in Rio realizado no Brasil ao lado de bandas como Metallica, Sepultura, entre outros. A banda tem sido relacionado como o terceiro cabeça de cartaz para o Download Festival, em 2011, mas isso não foi confirmado por o festival ou a própria banda.
O baterista Joey Jordison, anunciou que um baixista ao vivo iria substituir Gray, mas ele não iria ser visível pelo público. O baixista Donnie Steele toca atrás Jordison e será escondido da vista, uma decisão que irritou e confundiu muitos fãs. O vocalista Corey Taylor afirmou que ele está disposto a realizar os shows para os fãs, mas está hesitante sobre a gravação de outro álbum no futuro próximo devido à ausência de Gray e seu envolvimento com o Stone Sour.

## Datas dos shows já realizados
| Data                    |            | Cidade          | País       | Local                                   |
| ----------------------- | ---------- | --------------- | ---------- | --------------------------------------- |
| 17 de Junho de 2011     | Grécia     | Atenas          | Grécia     | Sonisphere Festival - Terra Vibe Park   |
| 19 de Junho de 2011     | Turquia    | Istanbul        | Turquia    | Sonisphere Festival - Küçükçiftlik Park |
| 21 de Junho de 2011     | Alemanha   | Berlin          | Alemanha   | Columbiahalle                           |
| 24 de Junho de 2011     | Suíça      | Basel           | Suiça      | Sonisphere Festival                     |
| 25 de Junho de 2011     | Itália     | Imola           | Itália     | Sonisphere Festival                     |
| 26 de Junho de 2011     | Bélgica    | Dessel          | Bélgica    | Graspop Metal Meeting                   |
| 29 de Junho de 2011     | Rússia     | Moscou          | Rússia     | Olimpisky                               |
| 30 de Junho de 2011     | Rússia     | São Petersburgo | Rússia     | Ice Palace                              |
| 2 de Julho de 2011      | Finlândia  | Helsinki        | Finlândia  | Sonisphere Festival - Kalasatama        |
| 8 de Julho de 2011      | França     | Amneville       | França     | Sonisphere Festival                     |
| 9 de Julho de 2011      | Suécia     | Stockholm       | Suécia     | Sonisphere Festival                     |
| 10 de Julho de 2011     | Inglaterra | Knebworth       | Inglaterra | Sonisphere Festival                     |
| 25 de Setembro de 2011  | Brasil     | Rio de Janeiro  | Brasil     | Rock in Rio                             |
| 25 de fevereiro de 2012 | Austrália  | Brisbane        | Austrália  | RNA Showgrounds                         |
| 26 de fevereiro de 2012 | Austrália  | Sydney          | Austrália  | Sydney Olympic Park                     |
| 27 de fevereiro de 2012 | Austrália  | Sydney          | Austrália  | Sydney Entertainment Centre             |
| 1 de março de 2012      | Austrália  | Melbourne       | Austrália  | Rod Laver Arena                         |
| 2 de março de 2012      | Austrália  | Melbourne       | Austrália  | Melborn Showngrounds                    |
| 3 de março de 2012      | Austrália  | Adelaide        | Austrália  | Bonython Park                           |
| 5 de março de 2012      | Austrália  | Perth           | Austrália  | Claremont Showgrounds                   |